# 36-я улица (линия Куинс-бульвара, Ай-эн-ди)
|   |     |     |     |     |   |
| · | · л | · э | · э | · л | · |

|   |     |     |     |     |   |
| · | · л | · э | · э | · л | · |

«36-я улица» (англ. 36th Street) — станция Нью-Йоркского метрополитена, расположенная на линии Куинс-бульвара, Ай-эн-ди. Станция находится в Куинсе, в округе Астория, на пересечении Северного бульвара с 36-й улицей. На станции останавливаются маршруты: E (ночью), M (в будни днём и вечером) и R (круглосуточно, кроме ночи). Станцию проходят без остановки маршруты: E (круглосуточно, кроме ночи), F (круглосуточно) и <F> (в часы пик в пиковом направлении).
Станция представлена четырьмя путями и двумя боковыми платформами, обслуживающими внешние пути. Окрашена в фиолетовые тона. Название представлено как в виде мозаики на стенах, так и в виде чёрных табличек на колоннах.
Каждая платформа имеет два турникетных зала. Они расположены на уровне станции, поэтому бесплатного перехода между платформами нет. Круглосуточно открытый выход находится в центре каждой платформы и приводит к перекрёстку Северного бульвара с 35-й и 36-й улицами. Северная платформа (на Манхэттен) имеет ещё один выход, работающий в определённое время. Он состоит из двух полноростовых турникетов и одной лестницы, которая приводит к 36-й улице. Южная платформа имеет тоже «свой» выход. Он приводит к перекрёстку Северного бульвара с 34-й улицей. Над южной платформой расположен мезонин, не использующийся пассажирами.
К востоку от этой станции два центральный экспресс-пути уходят под локальные, таким образом образуя два яруса по два пути на каждом. Затем верхние локальные пути поворачивают и следуют дальше под Стэйнвэй стрит. Нижние экспресс-пути продолжают следовать дальше, под Северным бульваром. Через станцию локальные пути поворачивают под Бродвей и следуют под ним до встречи с экспресс-путями в районе Вудсайда. Такое «разделение» локальных и экспресс-путей было сделано, так как Стэйнвэй стрит и Бродвей слишком узки и не помещают под себя четыре одноуровневых пути.
Западнее этой станции от линии ответвляется двухпутная линия 63-й улицы (регулярного движения нет), она была присоединена к линии Куинс-бульвара в 2001 году. На пути линии 63-й улицы поезд может попасть и с локальных, и с экспресс-путей. Линия Куинс-бульвара поворачивает на юго-запад, оставаясь четырёхпутной (маршруты E, M и R).
Эта станция — одна из двух с таким названием, которые обслуживает маршрут R. Аналог этой станции в Бруклине расположен на линии BMT Fourth Avenue Line.